# テロック
テロック（英:Teloch、1974年11月19日 - ）は、ノルウェーオスロ出身のヘヴィメタルミュージシャンである。現在は「メイヘム」のギターリストとして活動している。

## 略歴
1990年代初頭、パンクバンド「Dødsdømt」とスラッシュデスメタルバンド「Horten（Vestfold）」でバンド活動していた。1996年にブラックメタルバンド「Nidingr」を結成した。
2004年にバンド「Orcustus」に参加した。2006年にブラックメタルバンド「1349」にライブギターリストとして参加した。翌年、1349から離れ、バンド「ゴルゴロス」からギターリストとして契約された。2009年8月、ブラックメタルからの引退を発表した。
2015年、ノルウェー劇場での舞台劇「Mor Courage og barnahennar」の制作のために楽曲を書いた。
2011年にブラックメタルバンド「メイヘム」に加入し、現在もメンバーとして活動している。